# Jordi Sans i Sabrafen
Pour les articles homonymes, voir Jordi Sans.
Sans  Sabrafen est un nom espagnol. Le premier nom de famille, en général paternel, est Sans ; le second, en général maternel, souvent omis, est Sabrafen.
Jordi Sans i Sabrafen, né le 28 juin 1933 à Barcelone et mort dans la même ville le 9 décembre 2004 est un médecin catalan spécialiste de l'hématologie et de l'oncologie.

## Biographie
Il est docteur en chirurgie et médecine de l'Université de Barcelone. Il y devient professeur en 1961.
Il est une des pionniers du traitement des leucémies en Espagne et créée, en 1973, le premier service d'hématologie et d'oncologie à l'hôpital public de la Croix-Rouge à Barcelone. Il devient ensuite chef de l'Unité d'hématologie et d'oncologie de l'hôpital du Sacré-Cœur. Il est vice-président de 1997 à 1998 de l'Académie de sciences médicales de Catalogne et des Baléares,. Il devient membre en 1989 de l'Académie royale de médecine de Barcelone, où il promeut l'usage de la langue catalane dans le domaine médical et en devient président en 2003. Il préside de 1975 à 1979 la Société catalane d'hématologie et fait partie du comité d'organisation du 1er Congrès national d'oncologie médicale. Il est membre de la Commission de médecine et spécialités associées du Conseil catalan des sciences médicales, de la Société espagnole d'hématologie et d'hémothérapie, de la Société espagnole de médecine interne et de la Société d'oncologie.
En 1994, il rejoint l'Institut d'Estudis Catalans en tant que membre de la section de sciences biologiques. En 2003, il reçoit la Creu de Sant Jordi.

## Publications
- Manual de quimioterapia antineoplásica i d'hematología clínica (1976)
- On som i on anem al cap de mig segle de tractament químic de les malalties neoplàstiques (2000)
- L'evolució de l'ús del català en medicina a Catalunya durant el segle XX. El llarg camí d'una bella i expressiva història (2002)
- Hematologia Clínica, 5 edicions, Ultima edició any 2006, Elsevier.